# Isotopen van nobelium
Het chemisch element nobelium (No), met een atoommassa van ongeveer 259 u, bezit geen stabiele isotopen en wordt dus geclassificeerd als radioactief element. De 12 radio-isotopen zijn onstabiel en hebben een relatief korte halfwaardetijd (de meeste minder dan een seconde).
In de natuur komt geen nobelium voor: alle isotopen zijn synthetisch bereid in een laboratorium. De eerste synthetische isotoop was 254No, in 1966.
De kortstlevende isotoop van nobelium is 250No, met een halfwaardetijd van ongeveer 5,7 microseconden. De langstlevende is 259No, met een halfwaardetijd van 58 minuten.

## Overzicht
| Nuclide | Z (p)             | N (n)             | Isotopische massa (u) | Halveringstijd | Radioactief verval                                                                          | Kernspin |
| Nuclide | Excitatie-energie | Excitatie-energie | Excitatie-energie     | Halveringstijd | Radioactief verval                                                                          | Kernspin |
| ------- | ----------------- | ----------------- | --------------------- | -------------- | ------------------------------------------------------------------------------------------- | -------- |
| 250No   | 102               | 148               | 250,08751(22)         | 5,7(8) µs      | SS (99,95%)                                                                                 | 0+       |
| 250No   | 102               | 148               | 250,08751(22)         | 5,7(8) µs      | {\displaystyle {\ce {{^{250}_{102}No}->{^{246}_{100}Fm}+\,_{2}^{4}\alpha }}} (0,05%)        | 0+       |
| 250No   | 102               | 148               | 250,08751(22)         | 5,7(8) µs      | {\displaystyle {\ce {{^{250}_{102}No}->{^{250}_{101}Md}+{e^{+}}+{\nu }_{e}}}} (2,5 × 10−4%) | 0+       |
| 251No   | 102               | 149               | 251,08901(19)         | 0,78(2) s      | {\displaystyle {\ce {{^{251}_{102}No}->{^{247}_{100}Fm}+\,_{2}^{4}\alpha }}} (89%)          | 7/2+     |
| 251No   | 102               | 149               | 251,08901(19)         | 0,78(2) s      | SS (10%)                                                                                    | 7/2+     |
| 251No   | 102               | 149               | 251,08901(19)         | 0,78(2) s      | {\displaystyle {\ce {{^{251}_{102}No}->{^{251}_{101}Md}+{e^{+}}+{\nu }_{e}}}} (1%)          | 7/2+     |
| 251mNo  | 110(180) keV      | 110(180) keV      | 110(180) keV          | 1,7(10) s      |                                                                                             | 9/2−     |
| 252No   | 102               | 150               | 252,088977(14)        | 2,27(14) s     | {\displaystyle {\ce {{^{252}_{102}No}->{^{248}_{100}Fm}+\,_{2}^{4}\alpha }}} (73,09%)       | 0+       |
| 252No   | 102               | 150               | 252,088977(14)        | 2,27(14) s     | SS (26,9%)                                                                                  | 0+       |
| 252No   | 102               | 150               | 252,088977(14)        | 2,27(14) s     | {\displaystyle {\ce {{^{252}_{102}No}->{^{252}_{101}Md}+{e^{+}}+{\nu }_{e}}}} (1%)          | 0+       |
| 253No   | 102               | 151               | 253,09068(11)         | 1,62(15) min   | {\displaystyle {\ce {{^{253}_{102}No}->{^{249}_{100}Fm}+\,_{2}^{4}\alpha }}} (80%)          | (9/2−)   |
| 253No   | 102               | 151               | 253,09068(11)         | 1,62(15) min   | {\displaystyle {\ce {{^{253}_{102}No}->{^{253}_{101}Md}+{e^{+}}+{\nu }_{e}}}} (20%)         | (9/2−)   |
| 253No   | 102               | 151               | 253,09068(11)         | 1,62(15) min   | SS (10−3%)                                                                                  | (9/2−)   |
| 253mNo  | 129(19) keV       | 129(19) keV       | 129(19) keV           | 31 µs          |                                                                                             | 5/2+     |
| 254No   | 102               | 152               | 254,090955(19)        | 51(10) s       | {\displaystyle {\ce {{^{254}_{102}No}->{^{250}_{100}Fm}+\,_{2}^{4}\alpha }}} (89,3%)        | 0+       |
| 254No   | 102               | 152               | 254,090955(19)        | 51(10) s       | {\displaystyle {\ce {{^{254}_{102}No}->{^{254}_{101}Md}+{e^{+}}+{\nu }_{e}}}} (10%)         | 0+       |
| 254No   | 102               | 152               | 254,090955(19)        | 51(10) s       | SS (0,31%)                                                                                  | 0+       |
| 254mNo  | 500(100) keV      | 500(100) keV      | 500(100) keV          | 0,28(4) s      | IT → 254102No (80%)                                                                         | 0+       |
| 254mNo  | 500(100) keV      | 500(100) keV      | 500(100) keV          | 0,28(4) s      | {\displaystyle {\ce {{^{254}_{102}No}->{^{250}_{100}Fm}+\,_{2}^{4}\alpha }}} (20%)          | 0+       |
| 255No   | 102               | 153               | 255,093241(11)        | 3,1(2) min     | {\displaystyle {\ce {{^{255}_{102}No}->{^{251}_{100}Fm}+\,_{2}^{4}\alpha }}} (61,4%)        | (1/2+)   |
| 255No   | 102               | 153               | 255,093241(11)        | 3,1(2) min     | {\displaystyle {\ce {{^{255}_{102}No}->{^{255}_{101}Md}+{e^{+}}+{\nu }_{e}}}} (38,6%)       | (1/2+)   |
| 256No   | 102               | 154               | 256,094283(8)         | 2,91(5) s      | {\displaystyle {\ce {{^{256}_{102}No}->{^{252}_{100}Fm}+\,_{2}^{4}\alpha }}} (99,44%)       | 0+       |
| 256No   | 102               | 154               | 256,094283(8)         | 2,91(5) s      | SS (0,55%)                                                                                  | 0+       |
| 256No   | 102               | 154               | 256,094283(8)         | 2,91(5) s      | {\displaystyle {\ce {{^{256}_{102}No}+{e^{-}}->{^{256}_{101}Md}+{\nu }_{e}}}} (0,01%)       | 0+       |
| 257No   | 102               | 155               | 257,096877(23)        | 25(2) s        | {\displaystyle {\ce {{^{257}_{102}No}->{^{253}_{100}Fm}+\,_{2}^{4}\alpha }}} (99%)          | (7/2+)   |
| 257No   | 102               | 155               | 257,096877(23)        | 25(2) s        | {\displaystyle {\ce {{^{257}_{102}No}->{^{257}_{101}Md}+{e^{+}}+{\nu }_{e}}}} (1%)          | (7/2+)   |
| 258No   | 102               | 156               | 258,09821(22)         | 1,2(2) ms      | SS (99,99%)                                                                                 | 0+       |
| 258No   | 102               | 156               | 258,09821(22)         | 1,2(2) ms      | {\displaystyle {\ce {{^{258}_{102}No}->{^{254}_{100}Fm}+\,_{2}^{4}\alpha }}} (0,01%)        | 0+       |
| 258No   | 102               | 156               | 258,09821(22)         | 1,2(2) ms      | {\displaystyle {\ce {{^{258}_{102}No}->{^{258}_{101}Md}+{e^{+}}+{\nu }_{e}}}} (zelden)      | 0+       |
| 259No   | 102               | 157               | 259,10103(11)         | 58(5) min      | {\displaystyle {\ce {{^{259}_{102}No}->{^{255}_{100}Fm}+\,_{2}^{4}\alpha }}} (75%)          | (9/2+)   |
| 259No   | 102               | 157               | 259,10103(11)         | 58(5) min      | {\displaystyle {\ce {{^{259}_{102}No}+{e^{-}}->{^{259}_{101}Md}+{\nu }_{e}}}} (25%)         | (9/2+)   |
| 259No   | 102               | 157               | 259,10103(11)         | 58(5) min      | SS (10%)                                                                                    | (9/2+)   |
| 260No   | 102               | 158               | 260,10264(22)         | 106(8) ms      | SS                                                                                          | 0+       |
| 262No   | 102               | 160               | 262,10730(48)         | ± 5 ms         | SS                                                                                          | 0+       |

## Overzicht van isotopen per element
|             | 1           |             |                                              |                                              |                                              |                                              |                                              |                                              |                                              |                                              |                                              |                                              |    |    |    |    |    | 18 |
| 1           | H           | 2           | Periodiek systeem                            | Periodiek systeem                            | Periodiek systeem                            | Periodiek systeem                            | Periodiek systeem                            | Periodiek systeem                            | Periodiek systeem                            | Periodiek systeem                            | Periodiek systeem                            | Periodiek systeem                            | 13 | 14 | 15 | 16 | 17 | He |
| 2           | Li          | Be          | De links verwijzen naar isotopen per element | De links verwijzen naar isotopen per element | De links verwijzen naar isotopen per element | De links verwijzen naar isotopen per element | De links verwijzen naar isotopen per element | De links verwijzen naar isotopen per element | De links verwijzen naar isotopen per element | De links verwijzen naar isotopen per element | De links verwijzen naar isotopen per element | De links verwijzen naar isotopen per element | B  | C  | N  | O  | F  | Ne |
| 3           | Na          | Mg          | 3                                            | 4                                            | 5                                            | 6                                            | 7                                            | 8                                            | 9                                            | 10                                           | 11                                           | 12                                           | Al | Si | P  | S  | Cl | Ar |
| 4           | K           | Ca          | Sc                                           | Ti                                           | V                                            | Cr                                           | Mn                                           | Fe                                           | Co                                           | Ni                                           | Cu                                           | Zn                                           | Ga | Ge | As | Se | Br | Kr |
| 5           | Rb          | Sr          | Y                                            | Zr                                           | Nb                                           | Mo                                           | Tc                                           | Ru                                           | Rh                                           | Pd                                           | Ag                                           | Cd                                           | In | Sn | Sb | Te | I  | Xe |
| 6           | Cs          | Ba          | ↓                                            | Hf                                           | Ta                                           | W                                            | Re                                           | Os                                           | Ir                                           | Pt                                           | Au                                           | Hg                                           | Tl | Pb | Bi | Po | At | Rn |
| 7           | Fr          | Ra          | ↓↓                                           | Rf                                           | Db                                           | Sg                                           | Bh                                           | Hs                                           | Mt                                           | Ds                                           | Rg                                           | Cn                                           | Nh | Fl | Mc | Lv | Ts | Og |
|             |             |             |                                              |                                              |                                              |                                              |                                              |                                              |                                              |                                              |                                              |                                              |    |    |    |    |    |    |
| Lanthaniden | Lanthaniden | Lanthaniden | La                                           | Ce                                           | Pr                                           | Nd                                           | Pm                                           | Sm                                           | Eu                                           | Gd                                           | Tb                                           | Dy                                           | Ho | Er | Tm | Yb | Lu |    |
| Actiniden   | Actiniden   | Actiniden   | Ac                                           | Th                                           | Pa                                           | U                                            | Np                                           | Pu                                           | Am                                           | Cm                                           | Bk                                           | Cf                                           | Es | Fm | Md | No | Lr |    |

248No · 249No · 250No · 251No · 251mNo · 252No · 253No · 253mNo · 254No · 254mNo · 255No · 256No · 257No · 258No · 259No · 260No · 261No · 262No · 263No · 264No